# Oslavany
Oslavany är en stad i Tjeckien.   Den ligger i regionen Södra Mähren, i den sydöstra delen av landet, 180 km sydost om huvudstaden Prag. Oslavany ligger 218 meter över havet och antalet invånare är 4 561.
Terrängen runt Oslavany är platt åt nordväst, men åt sydost är den kuperad. Oslavany ligger nere i en dal. Runt Oslavany är det ganska tätbefolkat, med 172 invånare per kvadratkilometer. Närmaste större samhälle är Ivančice, 3,8 km sydost om Oslavany. Trakten runt Oslavany består till största delen av jordbruksmark.